# 7616 Sadako
7616 Sadako eller 1996 VF2 är en asteroid i huvudbältet som upptäcktes den 6 november 1996 av den japanska astronomen Takao Kobayashi vid Ōizumi-observatoriet. Den är uppkallad efter den japanska flickan Sadako Sasaki.
Asteroiden har en diameter på ungefär 12 kilometer och den tillhör asteroidgruppen Eos.